# Томи Макинен
Томи Макинен (фин. Tommi Antero Mäkinen; Јиваскајла, 26. јун 1964) је фински професионални рели возач. Вишеструки светски првак, и то четири пута заредом 1996, 1997, 1998. и 1999. године. Првества је освојио возећи са сувозачима Сепом Харјанеом, Ристом Манисенмакијем и Тимо Салоненом, за Релиарт Мицубиши екипу у моделу аутомобила Ланцер Еволутион..

## Спортска биографија
Своју прву победу у Светском првенству у релију забележио је 1994. године на Релију 1000 језера данас Несте Рели Финска у аутомобилу Форд Ескорт РС Косворт. Повукао се из Светског првенства у релију 2003. године освојивши треће место на Релију Велса.

## Успеси
На светским првенствима има све укупно 24 победе:
- Финска 1994, 1996, 1997. и 1998. године.
- Шведска 1996, 1998. и 1999. године.
- Кенија 1996. и 2001. године.
- Аргентина 1996, 1997. и 1998. године.
- Аустралија 1996. и 1998. године.
- Португал 1997. и 2001. године.
- Шпанија 1997. године.
- Санремо 1998. и 1999.
- Монте Карло 1999, 2000, 2001. и 2002. године.
- Нови Зеланд 1999. године.